# Gare de JR Fujinomori
La gare de JR Fujinomori (JR藤森駅, JR Fujinomori-eki) est une gare ferroviaire localisée à Fushimi-ku dans la ville de Kyoto. La gare est exploitée par la JR West.

## Trains
Les trains locaux de la ligne Nara s'arrêtent à la gare de JR Fujinomori.
Les trains Regional Rapid Service, Rapid Service et Miyakoji Rapid Service ne desservent pas la gare de JR Fujinomori.

## Disposition des quais
| 1 | ■Ligne Nara | pour Kyoto       |
| 2 | ■Ligne Nara | pour Uji et Nara |

## Gares/Stations adjacentes
| Direction Kyoto |  | JR West Ligne Nara                                         |  | Direction Nara |
| Inari           |  | Local 普通 Futsū                                           |  | Momoyama       |
| Pas de service  |  | Regional Rapid Service 区間快速 Kukan-kaisoku              |  | Pas de service |
| Pas de service  |  | Rapid Service 快速 Kaisoku                                 |  | Pas de service |
| Pas de service  |  | Miyakoji Rapid Service みやこ路快速 Miyakoji Rapid Service |  | Pas de service |